# The Open Championship 1864
The Open Championship 1864 var en golfturnering afholdt af og i Prestwick Golf Club i Ayrshire, Skotland fredag den 16. september 1864. Turneringen var den femte udgave af The Open Championship, og den havde deltagelse af 10 spillere, seks professionelle og fire amatører. Mesterskabet blev afviklet som en slagspilsturnering over tre runder på Prestwick Golf Clubs 12-hullersbane.
Titlen blev vundet af Tom Morris, Sr., to slag foran Andrew Strath, og dermed sikrede han sig den tredje af i alt fire sejre i The Open Championship. Den forsvarende mester, Willie Park, Sr., endte på fjerdepladsen, og han blev dermed for første gang placeret uden for top 2 i mesterskabet.
For første gang i turneringens historie var der ud over The Challenge Belt også en pengepræmie til vinderen (£ 6) – tidligere havde der kun været pengepræmier til nr. 2-4.

## Resultater
| Plac. | Spillere            | Score (slag) | Score (slag) | Score (slag) | Score (slag) |
| Plac. | Spillere            | 1.runde      | 2.runde      | 3.runde      | Total        |
| ----- | ------------------- | ------------ | ------------ | ------------ | ------------ |
| 1.    | Tom Morris, Sr.     | 54           | 58           | 55           | 167          |
| 2.    | Andrew Strath       | 56           | 57           | 56           | 169          |
| 3.    | Robert Andrew       | 57           | 58           | 60           | 175          |
| 4.    | Willie Park, Sr.    | 55           | 67           | 55           | 177          |
| 5.    | William Dow         | 56           | 58           | 67           | 181          |
| 6.    | William Strath      | 60           | 62           | 60           | 182          |
| ?     | A. Alexander (a)    |              |              |              |              |
| ?     | A. Reid (a)         |              |              |              |              |
| ?     | William Stewart (a) |              |              |              |              |
| ?     | G. Smith (a)        |              |              |              |              |